# Gachalá
Gachalá là một khu tự quản thuộc tỉnh Cundinamarca, Colombia. Thủ phủ của khu tự quản Gachalá đóng tại Gachalá Khu tự quản Gachalá có diện tích ki lô mét vuông. Đến thời điểm ngày 28 tháng 5 năm 2005, khu tự quản Gachalá có dân số 5775 người.